# Kerstin Winberg
Kerstin Margareta Winberg, född 28 maj 1949 i Malmö, är en svensk målare, tecknare och skulptör.
Winberg är dotter till den svenske jazzpianisten Charles Winberg och den holländska gymnastiklärarinnan Berendina Boering-Winberg. Hon växte upp i både Sverige och Nederländerna efter föräldrarnas skilsmässa. Som ung arbetade hon mycket med textil och sömnad, bland annat en tid på världsomsegling med Svenska Amerika Linjen och vid Malmö stadsteaters kostymavdelning. Efterhand övergick hon alltmer till intresset för mer direkt konstnärlig verksamhet och studerade 1975 konstvetenskap vid Lunds universitet, följt av konststudier vid Arbetarnas bildningsförbunds förberedande målarskola i Malmö (1977–1980) för Jacques Zadig, Rolf Wilhelmsson och Leif Svensson. Därefter fortsatte hon studierna för Gerhard Nordström, Staffan Nihlén och Gert Aspelin vid Malmö Konstskola Forum (föregångaren till Konsthögskolan i Malmö) (1980–1985). 
Sedan debuten vid en samlingsutställning i Umeå 1982 har hon deltagit i en stor mängd separat- och samlingsutställningar i Skåne, Göteborg, Stockholm, Växjö, Danmark och Sydkorea, däribland konsthallarna i Malmö, Lund, Landskrona, Karlskrona, Mölndal och Tomelilla, Malmö konstmuseum, Pictura/Skånska konstmuseum, Skånes konstförening och återkommande vid legendariska Galerie Leger med flera. Märkas kan även till exempel separatutställningen I Am She vid Ystads Konstmuseum 2005.
Winberg arbetar främst med målning i akrylfärg, teckning, skulpturformer och även fotografi, ibland i blandning i samma verk. Ett livslångt intresse för geometri, mytologi och metafysik återspeglas ständigt i hennes arbeten som en blandning av strikta geometriska ("helig geometri") former och kompositioner med stor känsla för harmoni, poesi och fördolda verklighetssamband i spänningen och samspelet mellan natur och kultur, manligt och kvinnligt, synligt och osynligt. Hon har återkommande arbetat med fokus på kvinnliga gestalter i mytologi, saga och konst och ofta i repetitiv form.
Hon är representerad vid bland annat Malmö konstmuseum, Ystads konstmuseum, Statens konstråd, Region Skåne, Sveriges allmänna konstförening, Mölndals kommun, Bohuslandstinget, Kalmar läns landsting, Tomelilla konstsamling och Svedala kommun. Hon har gjort offentliga verk vid Holmsunds bostadsområde i Umeå (1992) och vid Lasarettet i Ljungby (1994). Hon har dessutom medverkat i en rad andra projekt i bokform med mera och är medlem i KRO.
Hon är bosatt i Malmö.

## Stipendier och utmärkelser
- Konstnärsnämndens arbetsstipendium 1988, 1991, 1994, 1999, 2004, 2009
- Emil Olssons stipendium 2008
- Malmö stads Kulturstipendium 2000
- Malmö Konststudios stipendium 1998
- Lengertz konstpris, Skånes hembygdsförbund 1997
- BUS resestipendium 1996
- Ellen Trotzigs stipendium 1995
- Aase och Rickard Björklunds stipendium 1987
- Limhamns konstförenings stipendium 1987
- Samkonststipendiat 1984